# Jérémy Clément
Jérémy Clément (Béziers, 26 agosto 1984) è un allenatore di calcio ed ex calciatore francese, di ruolo centrocampista.

## Carriera
Il 25 luglio 2011 viene acquistato dal Saint-Étienne.. Il 2 marzo 2013 subisce un durissimo fallo dal difensore dell'Nizza Valentin Eysseric nella partita vinta per 4-0 dal Saint-Étienne con conseguente frattura di tibia e perone.

## Palmarès

### Club

#### Competizioni nazionali
- Supercoppa francese: 3

Olympique Lione: 2003, 2004, 2005
- Campionato francese: 3

Olympique Lione: 2003-2004, 2004-2005, 2005-2006
- Coppa di Lega francese: 2

Paris Saint-Germain: 2007-2008
Saint-Étienne: 2012-2013
- Coppa di Francia: 2

Olympique Lione: 2007-2008
Paris Saint-Germain: 2009-2010